# Servigny-lès-Sainte-Barbe
Servigny-lès-Sainte-Barbe – miejscowość i gmina we Francji, w regionie Grand Est, w departamencie Mozela.
Według danych na rok 1990 gminę zamieszkiwały 423 osoby, a gęstość zaludnienia wynosiła 137 osób/km² (wśród 2335 gmin Lotaryngii Servigny-lès-Sainte-Barbe plasuje się na 646. miejscu pod względem liczby ludności, natomiast pod względem powierzchni na miejscu 1169.).